# Куртуково
Куртуково — село в Новокузнецком районе Кемеровской области. Входит в состав Сосновского сельского поселения.

## География
Центральная часть населённого пункта расположена на высоте 217 метров над уровнем моря.

## Население
По данным Всероссийской переписи населения 2010 года, в селе Куртуково проживает 1067 человек (520 мужчин, 547 женщин).

## История
Во времена СССР в селе был колхоз 14 лет октября.

## Организации
- Конно-спортивный клуб "JUMP"

## Известные жители
- Куртуков, Егор Григорьевич- Герой социалистического труда.
- Зорькин,Василий Петрович(1925-1943)-участник Великой Отечественной войны,Герой Советского Союза.